# Naylor George
Naylor George Pires  (Rio Branco, 12 de março de 1956 — Rio Branco, 18 de Dezembro de 2019) foi  um jornalista, professor, escritor, poeta, historiador e ativista cultural brasileiro. Foi um poeta, escritor cuidadoso, polêmico por natureza, boêmio comprometido com o diletantismo.

## Biografia
Nascido no Seringal Iracema, nas redondezas da cidade de Rio Branco, desde criança sempre teve interesse em leitura e literatura. Membro de uma família de reconhecidos nomes de nossa educação, como os irmãos Montizuma, ou da cultura como seu primo, o músico João Donato. Durante toda sua infância e adolescência, morou no Bairro Quinze, um dos mais velhos bairros da cidade, e o local de moradia de segmentos diferenciados étnico, cultural e socialmente.
Bem jovem já era um destaque por  inteligência, inquietude, irreverência, sarcasmo e criatividade que  o tornaram conhecido em toda a cidade. Tendo participado efetivamente na artes da década de 70 na cidade de Rio Branco, destacando-se inicialmente no Teatro e em seguida, após a concluir o curso de História, pela UFAC, tornou-se com seu aguçado senso crítico, jornalista, escritor e poeta, antes de tudo, com muita consciência histórica, social e política.
Ele contabilizou mais de 10 mil textos publicados, além de com bastante mérito é membro da Academia Acreana de Letras, desde 2005.. Naylor George foi um dos fundadores da Fundação de Comunicação e Cultura Elias Mansuor. Durante a década de 80, ele foi um dos fundadores da Associação dos Jornalistas do Acre (AJA), que depois, em 1988, transformou-se em Sindicato dos Jornalistas Profissionais do Acre (Sinjac).

## Morte
Naylor George, morreu na madrugada do dia 18 de dezembro de 2019, na UTI da Fundação Hospitalar do Acre (Fundhacre), em Rio Branco. Ele estava internado devido complicações de  diabetes e pneumonia há mais de 20 dias.